# Torrefacto

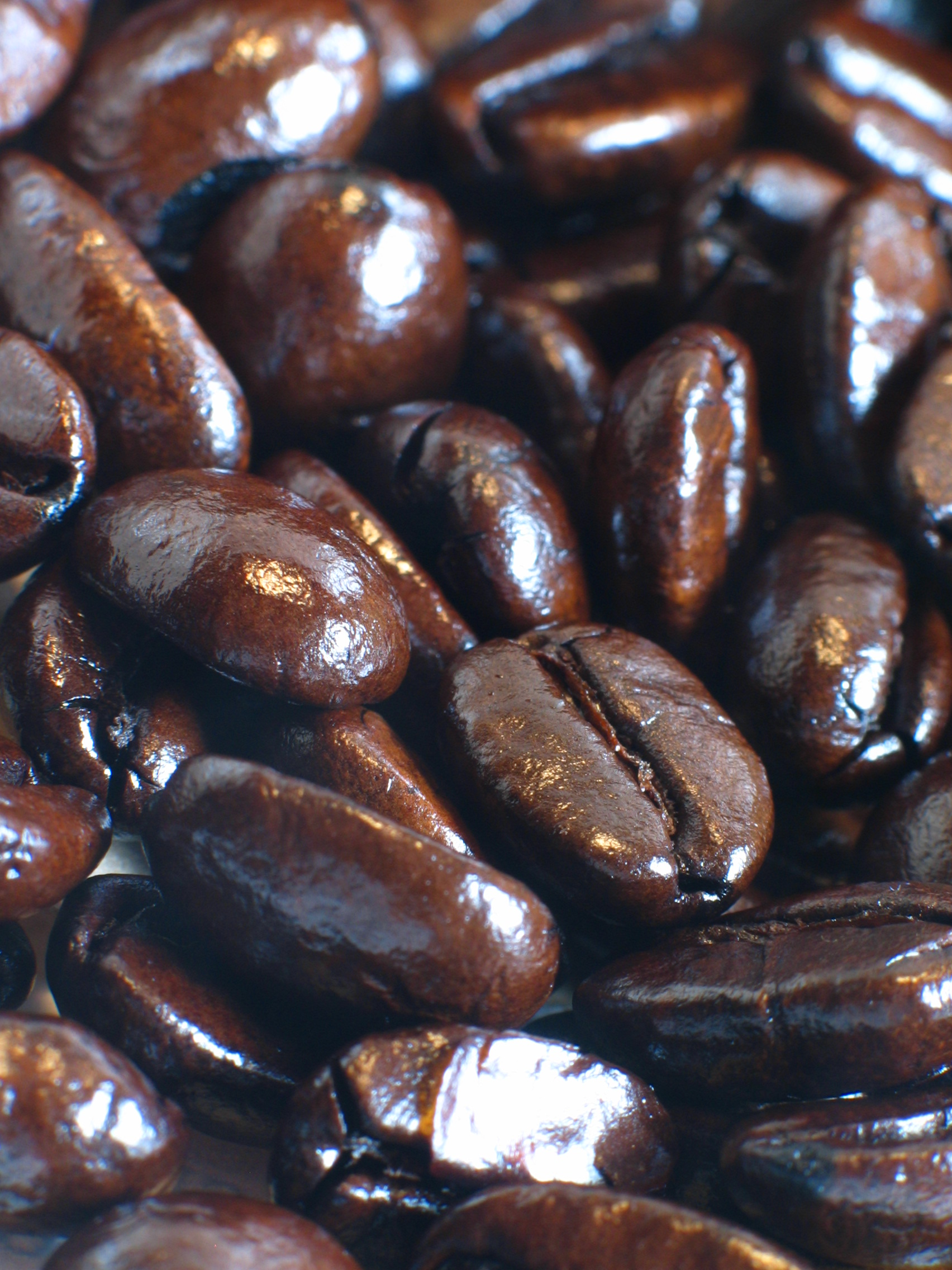
Grãos de café Torrefacto (torrado com açúcar)

Torrefacto refere-se a um processo particular de torrefação dos grãos de café, comum na Espanha, Paraguai, Portugal, México, Costa Rica, Uruguai e Argentina. O processo envolve a adição de uma certa quantidade de açúcar durante a torrefação para vitrificar os grãos. Ao adicionar o açúcar adicional aos grãos, aumenta os efeitos da reação de Maillard durante o processo de torrefação, dando aos grãos mais sabor distinto. Os grãos vitrificados são então misturados com grãos torrados normais. Embora originalmente uma maneira barata de preservar os grãos de café na década de 1920, devido ao uso comum de café Robusta de baixa qualidade, o processo também foi usado para ocultar características negativas de aroma e sabor do café. Outro sugeriu  motivo da continuidade do uso da técnica tem sido a manutenção do aroma e sabor do café.
A adição de açúcar durante o processo de torrefação do torrefato aumenta a produção de compostos com propriedades antioxidantes. Tanto o café torrado moído quanto o torrado têm maior capacidade antioxidante do que as torras padrão, atividades pró-oxidantes diminuídas também foram observadas em um estudo. Além disso, o método de extração do expresso apresentou maior atividade antioxidante do que outros métodos de fabricação de cerveja.
Segundo Sagi Cohen, o processo Torrefacto permite que o café seja mantido fresco por mais tempo; reduz o preço, pois é misturado com açúcar muito mais barato; e dá-lhe sabores que ele descreve como "açúcar queimado", "asfalto diluído" e "carvão liquefeito".